# Beneath (album)
Beneath è il quinto album in studio del gruppo death metal finlandese Amoral, pubblicato nel 2011 in Europa e nel 2012 negli Stati Uniti.

## Tracce
1. Beneath – 8:46
2. Wrapped in Barbwire – 2:59
3. Silhouette – 3:56
4. Things Left Unsaid – 4:58
5. (Won't Go) Home – 4:19
6. Closure – 5:37
7. Same Difference – 4:39
8. Hours of Simplicity – 3:46
9. Wastelands – 3:39
10. This Ever Ending Game – 3:55
11. No Future – 3:56
12. Of Silent Stares and Fire Lost – 7:02

## Formazione
- Ari Koivunen - voce
- Ben Varon - chitarre, cori
- Masi Hukari - chitarre
- Juhana Karlsson - batteria
- Pekka Johansson - basso